# Kurt Gödel
Kurt Gödel, född 28 april 1906 i Brünn (nu Brno i Tjeckien), död 14 januari 1978 i Princeton, var en österrikisk, senare amerikansk, logiker och matematiker. Gödel betraktas, tillsammans med Aristoteles, Gottlob Frege och Bertrand Russell, som en av de mest framstående logikerna i historien. 
Hans insatser fick en omvälvande inverkan på 1900-talets vetenskapliga och filosofiska tänkande. Gödel var som student vid universitetet i Wien associerad till Wienkretsen.

## Upptäckter
Kurt Gödel är framför allt känd för sina ofullständighetssatser, vilka publicerades 1931. Satserna är av fundamental betydelse för matematikens grundvalar. Gödels bevis har avhandlats i ett stort antal verk.
Andra betydande insatser av Gödel är hans bevis från 1930 av att 1:a ordningens predikatlogik är fullständig (fullständighetssatsen). Alla sanna satser inom denna logik kan bevisas inom systemet, men detta resultat hade publicerats av Thoralf Skolem redan 1922, vilket inte var känt i Tyskland, där Gödels bevis först gavs ut. 
Han har också genom introduktionen av konstruktibla mängder bevisat att urvalsaxiomet och kontinuumhypotesen är relativt konsistenta med mängdteorins axiom, det vill säga båda dessa axiom är förenliga med mängdteorins övriga axiom, givet att dessa är konsistenta. Sedermera visade Paul Cohen att även negationen av urvalsaxiomet samt kontinuumhypotesen är relativt konsistenta, vilket medför att de är oberoende av mängdlärans övriga axiom.

## Död
Gödel dog enligt läkare av undernäring, eftersom hans paranoida vanföreställningar ledde till att han endast åt den mat som hans hustru Adele tillagat. Allt annat trodde han var förgiftat. När hans fru lades in på sjukhus, ledde detta till att han började svälta sig själv, och han vägde vid sin död cirka 30 kilo. Adele Gödel överlevde sin make med tre år och dog 4 januari 1981.

## Bakgrund
Efter att Österrike i mars 1938 hade blivit en del av Tyskland, emigrerade Gödel till USA, där han knöts till Institute for Advanced Study i Princeton. 

## Övrigt
Asteroiden 3366 Gödel är uppkallad efter honom.